# Кочев, Александр Иванович
Александр Иванович Кочев (23 января 1919, Зыбунные копи, Приморская область, РСФСР — 28 декабря 1996, Люботин, Харьковская область, Украина) — советский и российский вор в законе по прозвищу Вася Корж. Один из воров "старой" закалки.

## Биография
Александр Иванович Кочев родился 23 января 1919 года в г. Артём (Приморский край). Коронован в 1942 году. В 1955 году Кочев был осужден в Магадане. Вася Корж - Человек, прошедший весь ад Колымы. В период с 1993 по 1994 годы Кочев короновал воров в законе. Умер 28 декабря 1996 года в Люботине Харьковской области. Похоронен 31 декабря 1996 года в Лысой Горе, Харьков.